# Si (dwuznak)
Si – dwuznak występujący w języku polskim, oznacza literę ś z samogłoską a, ą, e, ę, i, o, u, w niektórych przypadkach si wymawia się jak sji, w przykładzie słów nazw własnych na przykład przy słowie Singapur (kraju położonego w Azji), gdzie dźwiękiem pierwszej litery słowa nie brzmi ś, lecz zmiękczone s. W pozostałych językach si to nie dwuznak tylko 2 oddzielne litery.